# Ansgar Roth
Ansgar Roth, född den 25 februari 1879 i Stockholm, död där den 1 mars 1949, var en svensk geodet. Han var son till Magnus Roth.
Roth avlade filosofie kandidatexamen vid Uppsala universitet 1902. Han blev amanuens vid vetenskapsakademiens observatorium 1905 och var förste amanuens där 1907–1930. Roth blev assistent i geodesi vid tekniska högskolan 1905 och var förste assistent där 1921–1925. Han var lärare i matematik vid lantmäteristyrelsens undervisningskurs 1906–1911. Roth utförde basmätningar vid Sarek i Lule lappmark 1906 och beräkningar för Sven Hedins geografiska ortsbestämningar i Asien 1906–1908 samt deltog i 1917 års undersökning av Karl XII:s banesår. Han var medarbetare i Nordisk familjebok, i Populär astronomisk tidskrift och i Svenska dagbladet.